# Gothic Mountains
Die Gothic Mountains sind eine Gebirgsgruppe in der antarktischen Ross Dependency. Mit einer Ausdehnung von 32 km Länge liegen sie als Teil des Königin-Maud-Gebirges westlich des Watson Escarpment und werden vom Scott-, dem Albanus- und dem Griffith-Gletscher begrenzt.
Die geologische Mannschaft um Quin Blackburn (1900–1981) besuchte das Gebirge im Dezember 1934 bei der zweiten Antarktisexpedition (1933–1935) des US-amerikanischen Polarforschers Richard Evelyn Byrd. Der deskriptive Name geht auf einen Vorschlag Edward Stumps zurück, der im Rahmen des United States Antarctic Research Program eine geologische Mannschaft von der Arizona State University leitete, die den Berg zwischen 1980 und 1981 untersuchte. Die Bergspitzen und -gipfel des Gebirges ähneln in ihrer Gesamtheit einer gotischen Kathedrale.